# 12234 Shkuratov
12234 Shkuratov este un asteroid din centura principală de asteroizi.

## Descriere
12234 Shkuratov este un asteroid din centura principală de asteroizi. A fost descoperit pe 6 septembrie 1986 la Stația Anderson Mesa de Edward L. G. Bowell. Asteroidul prezintă o orbită caracterizată de o semiaxă mare de 2,59 ua, o excentricitate de 0,20 și o înclinație de 12,4° în raport cu ecliptica.